# Gael García Bernal
Pour les articles homonymes, voir García et Bernal.
Gael García Bernal ([ɡaˈel ɣaɾˈsi.a βeɾˈnal]) est un acteur et réalisateur mexicain né le 30 novembre 1978 à Guadalajara (Jalisco, Mexique).

## Biographie
Gael est le fils de José Angel García, réalisateur, et de Patricia Bernal, actrice et top model, qui se remarie avec Sergio Yazbek. 
Dès l'âge de 11 ans, il se fait connaître dans la série Teresa aux côtés de Salma Hayek. Trois ans après il participe au soap El Abuelo y yo et à plusieurs courts-métrages dont De tripas, corazón (1996) nommé à l'Oscar du meilleur court métrage en prises de vues réelles. Gael García Bernal a également étudié à la Central School of Speech and Drama de Londres.
Il décroche des rôles qui vont véritablement le révéler à un large public dans deux longs-métrages mexicains : Amours chiennes (Amores Perros) (2000) d'Alejandro González Iñárritu, nommé pour l'Oscar du meilleur film en langue étrangère. Il enchaîne avec Le Crime du père Amaro (El crimen del padre Amaro), film controversé dans lequel il joue le rôle d'un prêtre attiré par une jeune femme.
Il tourne également aux États-Unis dans la comédie romantique Autour de Lucy (I'm with Lucy) et le drame Attraction fatale (Dot the I), une histoire de manipulation.
En 2004, il crée un double événement au Festival de Cannes en représentant deux films sur la Croisette. Le premier est Carnets de voyage (Diarios de motocicleta) de Walter Salles, où il incarne le jeune Ernesto Guevara de la Serna, avant qu'il ne devienne Che Guevara, rôle qu'il a déjà tenu dans la mini-série Fidel. Dans le second, La Mauvaise Éducation (La mala educación) de Pedro Almodóvar, présenté en ouverture, il assure un triple rôle (un frère mythomane, un frère revanchard, et un homme homosexuel mal dans sa peau). Almodovar confiera quelques années plus tard que le comportement de l'acteur au cours du tournage, était « vraiment affreux ». Refusant régulièrement de se maquiller et de se voir en travesti - ce qui lui causait, selon Almodovar, des accès de panique -, rechignant à exécuter les scènes d'intimité physique avec les autres acteurs, l'acteur poussa le réalisateur à réécrire le scénario en cours de tournage. Almodovar qualifiera ces frictions comme l'une des pires expériences, sinon la pire, de sa carrière,,. 
En 2006, il retrouve Alejandro González Iñárritu pour le film Babel qui met notamment en vedette Brad Pitt et Cate Blanchett. Il joue également dans La Science des rêves de Michel Gondry où il tourne en français et en anglais. Ces deux films, ainsi que quelques précédents, montrent l'intérêt que porte Gael García Bernal au cinéma d'auteur à vocation internationale.
En 2007, il présente Ambulantes, une tournée de documentaires présentée par les mexicains Gael García et Diego Luna et leur maison de production Canana Films. En parallèle, il est membre du jury à la 57e Berlinale.
Après une liaison de quatre ans avec Natalie Portman, il se lie à l'actrice argentine Dolores Fonzi. En 2009, il est père d'un petit Lazaro, né le 8 janvier, puis d'une fille, Libertad, le 7 avril 2011. Les deux acteurs annoncent leur séparation en septembre 2014.
En 2010, il tourne un spot publicitaire pour la marque Nike, où il interprète le joueur portugais Cristiano Ronaldo. La même année, il préside le jury de la Caméra d'or au 63e Festival de Cannes. 
Le 14 août 2012, il reçoit le trophée « Excellence Award Moët et Chandon » pour l'ensemble de sa carrière au Festival de Locarno.
En 2013, il joue le rôle d'un publicitaire anti-Pinochet dans No, du réalisateur chilien Pablo Larraín.
En mai 2014, il est membre du jury au 67e Festival de Cannes, présidé par la réalisatrice néo-zélandaise Jane Campion, aux côtés des actrices Carole Bouquet, Leila Hatami et Jeon Do-yeon, de l'acteur Willem Dafoe et des réalisateurs Sofia Coppola, Nicolas Winding Refn et Jia Zhangke.
En janvier 2017 il est juré de la section US Dramatic Competition lors du Festival du film de Sundance 2017.
En octobre 2023 il préside le jury du 18e Festival international du film de Rome.

## Filmographie

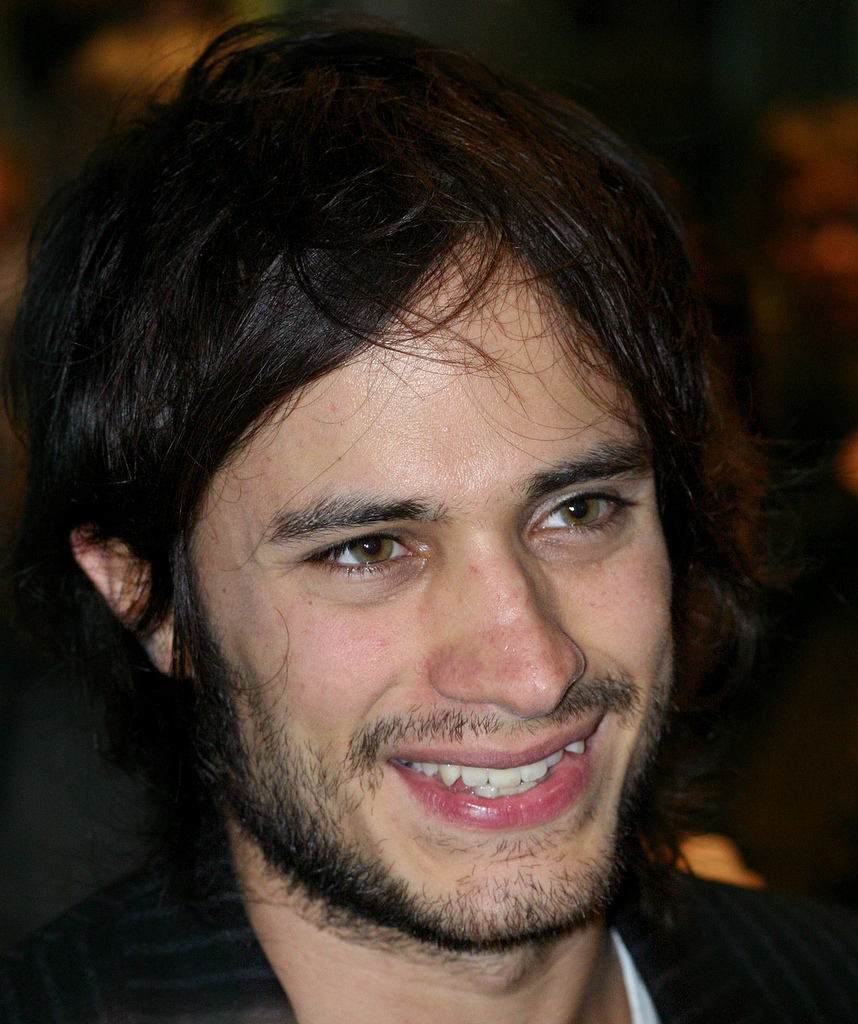
Gael García Bernal en 2005

### Acteur

#### Cinéma
- 1996 : De tripas, corazón (Guts ans Heart), d'Antonio Urrutia : Martin (court-métrage)
- 2000 : Cerebro (Brain), d'Andrés León Becker (court-métrage)
- 2000 : Amours chiennes (Amores perros), d'Alejandro González Iñárritu : Octavio
- 2001 : The Last Post, de Dominic Santana : Jose Francisco (court-métrage)
- 2001 : Y tu mamá también, d'Alfonso Cuarón : Julio Zapata
- 2001 : El ojo en la nuca (The Eye of the Nape), de Rodrigo Plá : Pablo (court-métrage)
- 2001 : Vidas privadas (Private Lives), de Fito Páez : Gustavo 'Gana' Bertolini
- 2001 : Sans nouvelles de Dieu (Sin noticias de Dios), d'Agustín Díaz Yanes : Davenport
- 2002 : Le Crime du père Amaro (El Crimen del padre Amaro), de Carlos Carrera : Père Amaro
- 2002 : Autour de Lucy (I'm with Lucy), de Jon Sherman : Gabriel
- 2003 : Attraction fatale (Dot the I), de Matthew Parkhill : Kit Winter
- 2003 : Dreaming of Julia, de Juan Gerard
- 2004 : Carnets de voyage (Diarios de motocicleta), de Walter Salles : Ernesto Guevara de la Serna
- 2004 : La Mauvaise Éducation (La Mala educación), de Pedro Almodóvar : Angel/Juan/Zahara
- 2004 : Cuba Libre (Cuban Blood), de Chris Nabers
- 2005 : The King, de James Marsh : Elvis Valderez
- 2006 : La Science des rêves (The Science of Sleep), de Michel Gondry : Stéphane Miroux
- 2006 : Babel, d'Alejandro González Iñárritu : Santiago
- 2007 : El pasado (The Past), de Héctor Babenco : Rimini
- 2008 : Blindness de Fernando Meirelles : King of Ward 3
- 2008 : Rudo y Cursi de Carlos Cuarón : Toto
- 2009 : The Limits of Control de Jim Jarmusch : le Mexicain
- 2009 : Mammoth (Love Away), de Lukas Moodysson : Leo Vidales
- 2010 : Lettres à Juliette (Letters to Juliet) de Gary Winick : Victor
- 2010 : José e Pilar de Miguel Gonçalves Mendes : lui-même
- 2010 : Pour un instant de bonheur (A Little Bit of Heaven), de Nicole Kassell : Julian Goldstein
- 2011 : Même la pluie (También la lluvia), de Icíar Bollaín : Sebastian
- 2011 : Voyage en terre solitaire de Julia Loktev : Alex
- 2012 : No de Pablo Larraín : Rene Saavedra
- 2012 : Vamps d'Amy Heckerling : Diego Bardem
- 2013 : Casa De Mi Padre de Matt Piedmont : Onza (sortie en DVD et en Blu-Ray)
- 2014 : Rosewater de Jon Stewart : Maziar Bahari
- 2014 : Cesar Chavez: An American Hero (Cesar Chavez) de Diego Luna : lui-même (caméo)
- 2015 : El Ardor de Pablo Fendrik : Kai
- 2015 : Zoom de Pedro Morelli : Edward (film d'animation)
- 2015 : Desierto de Jonás Cuarón : Moises (également producteur délégué)
- 2015 : Eva ne dort pas (Eva no duerme) de Pablo Agüero : Massera
- 2016 : Me estas matando Susana de Roberto Sneider : Eligio
- 2016 : Salt and Fire de Werner Herzog : Dr. Fabio Cavani
- 2016 : Neruda de Pablo Larraín : Oscar Peluchoneau
- 2017 : Si tu voyais son cœur de Joan Chemla : Daniel
- 2017 : Coco de Lee Unkrich et Adrian Molina : Hector (voix)
- 2018 : Museum (Museo) de Alonso Ruizpalacios : Juan Nuñez
- 2018 : The Kindergarten Teacher de Sara Colangelo : Simon
- 2018 : Acusada de Gonzalo Tobal : Mario Elmo
- 2019 : Ema de Pablo Larraín : Gaston
- 2019 : Cuban Network d'Olivier Assayas : Gerardo Hernandez
- 2019 : It Must Be Heaven de Elia Suleiman : lui-même
- 2021 : Old de M. Night Shyamalan : Guy Cappa
- 2022 : Cet été-là d'Éric Lartigau : Thiago
- 2023 : The Mother de Niki Caro : Hector
- 2023 : Cassandro de Roger Ross Williams : Saúl Armendáriz / Cassandro el Exótico
- 2024 : Another End de Piero Messina : Sal
- 2025 : Holland de Mimi Cave : Dave Delgado
- 2025 : Magellan de Lav Diaz : Fernand de Magellan
- 2025 : Sin equipaje de Juan Taratuto

#### Télévision
- 1989 : Teresa, d'Antonio Serrano, Jorge Sánchez-Fogarty et Gabriel Vázquez Bulman (série télévisée)
- 1992 : El Abuelo y yo (The Grandfather and I), de Juan Carlos Muñoz : Daniel (série télévisée)
- 2001 : Tessa à la pointe de l'épée (Queen of Swords) : Churri (série télévisée)
- 2002 : Fidel, de David Attwood : Che Guevara (téléfilm en 2 parties)
- 2014-2018 : Mozart in the Jungle de Roman Coppola et Jason Schwartzman : Rodrigo De Souza (série télévisée)
- 2021 : Station Eleven : Arthur Leander (mini-série)
- 2022 : Werewolf by Night de Michael Giacchino : Jack Russell / Werewolf by Night (épisode spécial)

### Réalisateur
- 2007 : Déficit
- 2008 : 8 (segment The Letter)
- 2009 : Lucio
- 2010 : Los invisibles[8], court métrage coréalisé avec Marc Silver
- 2016 : Madly (segment Love of My Life)
- 2019 : Chicuarotes

### Producteur
- 2011 : Abel de Diego Luna - producteur exécutif

## Distinctions
Cette section récapitule les principales récompenses et nominations obtenues par Gael García Bernal. Pour une liste plus complète, consulter IMDb.